# Fianna
Az ír mitológiában a fianna zsoldos szabadcsapatként tevékenykedő fiatal, érdemes harcosokból álló többé-kevésbé törvényen kívüli "szervezet". A fianna létezése az ókorba és a középkorba tehető. "Virágkoruk" kb. az i. sz. III. sz. körülre datálható. 
Többnyire Írország főkirályát (ard rí, Teamhair királyát) szolgálták, ám tevékenységi szabadságuk igen nagy volt. Szolgálataikért (írország védelméért) nagy mennyiségű adót szedtek be, minek következtében a fianna nem volt túl népszerű sem a közemberek, sem a nemesek körében.
Nagybetűvel írva A Fianna alatt többnyire a Fionn mac Cumhaill(Finn McCool) által vezetett fiannát értjük, de Goll mac Morna fiannája sem volt kevésbé híres (hírhedt). Kalandjaikat a Fenián-mondakör (Fiannaidheacht, Fionn-mondakör) meséli el.
Híres harcosaik emberfeletti tetteket vittek véghez Írország és a Fianna dicsőségéért. A legbüszkébb harcosok voltak, egyben betartották népük (kultúrájuk, koruk) minden erkölcsi kötelmét. A harcosok és a Fianna főemberei közül többek ősei az írek meséinek népeiből kerültek ki (a Tuatha Dé Danann népből).
A Fiannába csak emberfeletti megpróbáltatások teljesítése után lehetett bekerülni, tagjaiknak fel kellett vállalniuk a családjuktól (korai ír) jogi értelemben való teljes elszakadást. Számukra a Fianna lett az új Család. A tagoknak továbbá rendkívül műveltnek kellett lenniük.
A fizikai kritériumok:
- A jelentkezőt egy gödörbe temették, kezébe pajzsot és mogyorófa[3] botot adtak. Kilenc harcos hajította egyszerre felé a lándzsáját. Ezt a próbát karcolás nélkül kellett túlélnie.
- A jelentkező haját varkocsba fonták és a Fianna legjobb futóival a nyomában kellett keresztülfutni Írország erdőin. Ha utolérték, a varkocsa kioldódott vagy megreccsent egy faág a lába alatt futás közben, nem bizonyult méltónak arra, hogy a Fianna tagjai közt tartsák számon.
- A jelentkezőnek át kellett ugrania egy homlokmagasságban elhelyezett boton, a térdmagasságú alatt át kellett bújnia és a körmével ki kellett húznia egy tüskét a talpából – mindezt úgy, hogy teljes erejéből futott.

A befogadott jelentkező három dologra tett esküt: 
1. Egyetlen marhát sem hajt el erőnek erejével,
2. Senki kérését nem utasítja vissza,
3. Csatában kilencszeres túlerő elől sem hátrál meg.

A fian (egyes szám) szó feltehetőleg olyan fiatal ír arisztokratákat jelentett, akik még nem örökölték apáik földjét, viszont tapasztalatszerzés céljából zsoldosként és vadászként tevékenykedtek az Ír szigeten.
A Fianna kulturális hatása megjelenik a legnagyobb ír politikai párt, a Fianna Fáil nevében is. A név eredeti jelentése: A Végzet Harcosai.